# 岸田るり子
岸田 るり子（きしだ るりこ、1961年3月1日 -）は、日本の小説家・推理作家。京都府京都市生まれ。日本文藝家協会会員、日本推理作家協会会員、本格ミステリ作家クラブ会員。
パリ第7大学理学部卒業。2004年、『密室の鎮魂歌』（応募時のタイトルは「屍の足りない密室」）で第14回鮎川哲也賞を受賞しデビュー（神津慶次朗『鬼に捧げる夜想曲』と同時受賞）。2013年、「青い絹の人形」で第66回日本推理作家協会賞（短編部門）の候補になる。

## 作品

### 小説

#### 単行本
- 密室の鎮魂歌（2004年10月 東京創元社 / 2008年5月 創元推理文庫）
- 出口のない部屋（2006年4月 東京創元社 ミステリ・フロンティア / 2012年4月 角川文庫）
- 天使の眠り（2006年12月 徳間書店 / 2010年7月 徳間文庫）
- ランボー・クラブ（2007年11月 東京創元社 ミステリ・フロンティア）
  - 【改題】血の色の記憶（2015年10月 創元推理文庫）
- 過去からの手紙（2008年2月 理論社ミステリーYA!）
- めぐり会い（2008年5月 徳間書店 / 2011年6月 徳間文庫 / 2019年9月 徳間文庫【新装版】）
- Fの悲劇（2010年1月 徳間書店 / 2012年5月 徳間文庫 / 2019年4月 徳間文庫【新装版】）
- 白椿はなぜ散った（2011年8月 文藝春秋 / 2020年7月 徳間文庫）
- 味なしクッキー（2011年10月 原書房 / 2021年12月 徳間文庫）
  - パリの壁（初出：東京創元社『ミステリーズ!』2010年8月号）
  - 決して忘れられない夜（初出：早川書房『ハヤカワミステリマガジン』2009年4月号）
  - 愚かな決断（初出：集英社『小説すばる』2009年9月号）
  - 父親はだれ（初出：『不可能犯罪コレクション』）
  - 生命の電話（初出：集英社『小説すばる』2007年10月号）
  - 味なしクッキー（書き下ろし）
- 無垢と罪（2013年6月 徳間文庫 / 2020年1月 徳間文庫【新装版】）
  - 愛と死（初出：徳間書店『問題小説』2010年5月号）
  - 謎の転校生（初出：徳間書店『問題小説』2011年10月号）
  - 嘘と罪（初出：徳間書店『読楽』2012年6月号）
  - 潜入捜査（初出：徳間書店『読楽』2012年11月号）
  - 幽霊のいる部屋（初出：徳間書店『読楽』2013年1月号）
  - 償い（初出：徳間書店『読楽』2013年3月号）
- パリ症候群 愛と殺人のレシピ（2014年6月 講談社）
  - パリ症候群（書き下ろし）
  - 砂の住人1―クロテロア―（初出：講談社『メフィスト』2013 Vol.3）
  - 砂の住人2―依頼人―（書き下ろし）
  - すべては二人のために（初出：講談社『メフィスト』2013 Vol.2）
  - 青い絹の人形（初出：講談社『メフィスト』2012 Vol.1）
- 月のない夜に（2015年12月 祥伝社 / 2020年12月 徳間文庫

#### アンソロジー
「」内が岸田るり子の作品
- 不可能犯罪コレクション（2009年6月 原書房 ミステリー・リーグ）「父親はだれ？」
- ザ・ベストミステリーズ 推理小説年鑑 2013（2013年4月 講談社）「青い絹の人形」
- ベスト本格ミステリ2013（2013年6月 講談社ノベルス）「青い絹の人形」

#### 単行本未収録短編
- カレーライスを注文した男（講談社『メフィスト』2011 Vol.3）

### 翻訳
- 細菌と戦うパストゥール（1988年10月 偕成社文庫）
  - ブルーノ・ラトゥール著、和田美智子と共訳。児童向けのパストゥールの伝記。